# Distretto di Mostefa Ben Brahim
Il distretto di Mostefa Ben Brahim è un distretto della provincia di Sidi Bel Abbes, in Algeria.

## Comuni
Il distretto di Mostefa Ben Brahim comprende 4 comuni:
- Mostefa Ben Brahim
- Belarbi
- Tilmouni
- Zerouala